# Béla Rerrich
Béla Rerrich (* 26. November 1917 in Budapest; † 24. Juni 2005 in Saltsjöbaden, Schweden) war ein ungarischer Degenfechter.

## Leben
Béla Rerrich gewann bei den Weltmeisterschaften 1955 in Rom mit der Mannschaft die Bronzemedaille. Dreimal nahm er an Olympischen Spielen teil: 1948 in London und 1952 in Helsinki belegte er mit der Mannschaft jeweils den fünften Platz und schied 1952 im Einzel in der Viertelfinalrunde aus.
Bei den Olympischen Spielen 1956 in Melbourne kam er in der Einzelkonkurrenz ebenfalls nicht über die Viertelfinalrunde hinaus, erreichte mit der ungarischen Equipe aber erstmals die Finalrunde, die auf dem zweiten Platz hinter Italien abgeschlossen wurde. Gemeinsam mit Lajos Balthazár, József Marosi, Ambrus Nagy, Barnabás Berzsenyi und József Sákovics erhielt Rerrich somit die Silbermedaille. Viermal wurde er ungarischer Meister im Einzel sowie achtmal mit der Mannschaft.
Nach den Spielen 1956 setzte er sich aufgrund der politischen Situation in seiner Heimat in die Vereinigten Staaten ab. Er arbeitete zunächst bei der US-amerikanischen Regierung in Washington, D.C., da er sechs Sprachen fließend beherrschte. Später emigrierte er nach Schweden, wo er als Fechttrainer tätig war.